# Gàl·lia
La Gàl·lia o les Gàl·lies fou una regió d'Europa occidental actualment ocupada per França, Bèlgica, l'oest de Suïssa i les zones dels Països Baixos i d'Alemanya a l'oest del Rin. Durant els segles VI al I aC el nom també s'aplicava al nord d'Itàlia. Les Illes Britàniques queden fora d'aquesta denominació tot i estar poblades de celtes com la resta.
Els gals era el nom que empraven els antics romans per referir-se als habitants celtes d'aquesta regió en els temps antics i va ser emprada principalment pels romans que molt rares vegades anomenaven celtes a aquest conjunt de tribus diverses. El gentilici es va conservar a través dels temps solament en l'extensió de terres que avui componen el país de França i encara avui segueix anomenant-se gals als francesos.
Els gals es van estendre per tot Europa en temps dels romans, parlant unes llengües cèltiques que havien divergit en dos grups. A més dels gals de l'actual França (excepció feta de l'extrem sud de la Catalunya del Nord), uns altres s'havien establert en les planes del nord de la península Itàlica, en la província que els romans coneixien com Gàl·lia Cisalpina ("Gals a aquest costat dels Alps") i Venetia et Istria. Altres gals havien emigrat creuant els Pirineus fins a la península Ibèrica, on es van barrejar amb ibers indígenes donant lloc als celtibers.
Els gals van ser anomenats walha per les tribus germàniques, un terme genèric per a "estranger" o "foraster". Aquesta paraula germànica va donar origen igualment als termes Gal·les i Valònia.
La part nord de l'actual Itàlia, la Gàl·lia Cisalpina, fou la primera conquerida per Roma (segles iii i ii aC). La resta (Gàl·lia Transalpina, Gallia Transalpina en llatí), fou essencialment conquerida per Cèsar (59-52 aC) i incorporada a Roma, quedant posteriorment dividida en diverses províncies, d'on prové l'expressió les Gàl·lies.

## Geografia
Les millors o gairebé úniques descripcions de la Gàl·lia Transalpina venen de Juli Cèsar (De bello Galli), Estrabó (basat en Cèsar i Posidoni), Pomponi Mela, Plini el Vell i Claudi Ptolemeu (que va fer un mapa de la Gàl·lia). Els Itineraris també aporten informació valuosa, especialment l'Itinerari d'Antoní i el de Teodosi.
La part sud-est de la regió, que Cèsar anomena Provincia, fou inicialment anomenada Braccata, perquè era habitada pels braccae, però més tard fou coneguda per Narbonense.
Cèsar va dividir el país en quatre parts: la Provincia (més tard la Narbonense), Aquitània, Gàl·lia Cèltica i Gàl·lia Belga.
Els límits de la Gàl·lia al sud era el Promontorium Pyrenaeum (Cap de Creus) i a aquesta zona la darrera ciutat era Portus Veneris (Portvendres) i la ciutat més al sud a la part oriental era Cervaria. Els Pirineus eren el seu límit amb Hispània; el seu límit oriental era el Rin i més al sud els Alps.
Les illes Caesarea (Jersey), Sarnia (Guernsey), i Riduna (Alderney) en feien part.
Zones de muntanyes destacades:
- Cevenna (Cévennes)
- Vosegus (Vosges)
- Arduenne (Ardenes)

## Societat

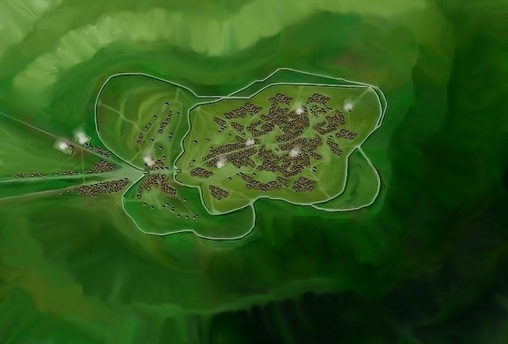
L'Oppidum de Bibracte el s. I aC

Els estats gals eren en general petits i els més grans intentaven exercir la supremacia sobre els altres. Els dirigents eren els rics, era doncs una plutocràcia. La principal font de riquesa eren les vinyes. Els bitúriges tenien mines de ferro.
Els celtes tenien esclaus i alguns es feien esclaus dels nobles voluntàriament quan no podien pagar els deutes o impostos. Els pobres no tenien terra pròpia i la posseïen en tinença dels nobles als quals pagaven una renda en diners o espècies. Els nobles eren immensament rics; els rics tenien diverses dones i tenien el poder de vida o mort sobre dones i fills.
La religió dels gals era el druïdisme i els seus sacerdots eren anomenats druides. El poder dels líders religiosos, els druides, era també notable. El druida màxim era succeït a la seva mort pel següent en mèrits (dignitas) però quant n'hi havia diversos amb els mateixos mèrits era elegit per votació i fins i tot de vegades després d'un conflicte armat; els druides eren no només líders religiosos sinó també jutges, i no participaven en els combats ni pagaven taxes.
Cèsar esmenta uns senats per als pobles gals, el cap dels quals era electiu. Un cap del senat dels hedus, Vergobretus, era elegit per un any. Les usurpacions eren freqüents i els més rics volien usurpar el poder i no es podien establir dinasties regulars.

## Llengua
Els gals parlaven diferents dialectes d'una llengua celta pertanyent a la família indoeuropea, que en l'actualitat està extingida. A la zona d'Aquitània parlaven probablement llengües basques, sent aquesta zona bastant més àmplia del que és actualment. Cap de les llengües que en aquests temps s'ha anomenat "llengua celta" prové d'aquella llengua parlada pels gals o pels celtes. La llengua que es parla a la Bretanya és una herència de la gent que van arribar de la Gran Bretanya durant els primers segles de l'era cristiana.
Es coneix poca escriptura dels gals i es creu que això es deu als tabús religiosos que tenien en el tema de l'escriptura. Després del seu contacte amb grecs i romans van utilitzar l'alfabet d'uns i d'altres.

## Història

### Primeres referències dels clàssics
La història comença amb l'establiment dels foceus a Massàlia vers el 600 aC, en territori dels lígurs. Allí van aprendre a cultivar la vinya, i van ensenyar als gals l'ús de l'alfabet.
En aquest temps una part dels gals estava emigrant o havia emigrat a la península Itàlica i Germània. Més tard una altra emigració a l'orient va originar la Galàcia, després d'envair els Balcans.

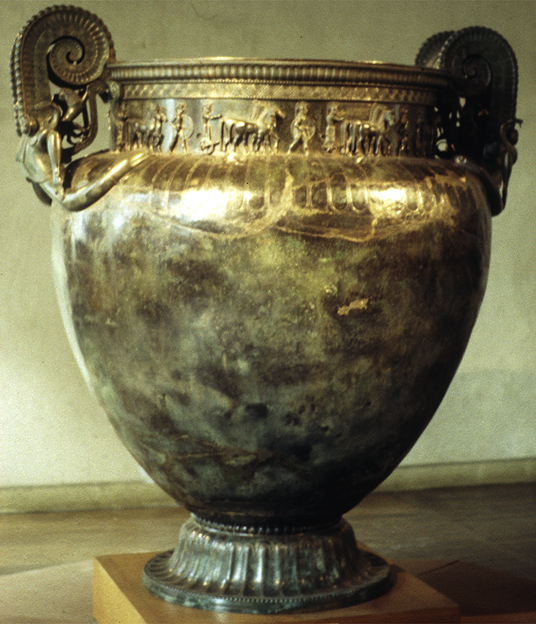
Cratera de la tomba de Vix, una de les primeres restes arqueològiques dels gals.

Pirros tenia un cos de gals al seu exèrcit suposadament originaris d'Il·líria, als que va utilitzar a Itàlia i després contra Antígon Gònates de Macedònia que també tenia un cos militar de gals.
Els gals foren emprats com a mercenaris pels cartaginesos a la Primera Guerra Púnica, dirigits principalment per Autaritus, però van sorgir problemes en acabar i els mercenaris gals foren eliminats després de més de tres anys de lluita.
El 154 aC els massaliotes van demanar assistència a Roma en la lluita contra els lígurs oxibis i deciats, que assetjaven les dependències d' Antipolis (Antibes) i Nicaea (Niça). Els romans van enviar ambaixadors que van desembarcar a Aegitna (Canes), ciutat dels oxibis prop d'Antípolis, que no van voler rebre els enviats i, en un enfrontament, dos esclaus romans van morir i el comissionat Flaminius es va escapar amb dificultat. El cònsol Q. Opimius fou enviat amb una força contra els lígurs i va sortir de Placentia fins a arribar a Aegitna, que va ocupar i va fer esclaus a tots els habitants; després va derrotar el oxibis i deciats en dues batalles i els lígurs es van sotmetre i van perdre una part de les seves terres que foren donades a Massília.
Altre cop els massaliotes van demanar ajut contra els seus veïns salis i el 125 aC fou enviat a la zona el cònsol M. Fulvius Flaccus que va derrotar els salis i va envair el país dels voconcis, al nord dels anteriors, sense que aquests hagueren participat en la lluita. C. Sextius Calvinus, cònsol el 124 aC, i més tard procònsol a la Gàl·lia, va completar la submissió dels salis als quals va vendre com esclaus el 123 aC. El rei o cap dels salis, Teutomal, junt amb altres caps, es va refugiar amb els al·lòbroges. Calvinus va expulsar a tots els habitants de la zona costanera per assegurar el lliure pas dels romans; prop de Marsella va trobar un lloc d'aigües termals que li va agradar i allí va fundar la colònia llatina d'Aquae Sextiae (actual Ais de Provença), que fou el primer establiment romà al nord dels Alps (122 aC).

### La província romana
En aquest temps els hedus, un poble entre el Saona i el Loira estaven en guerra amb els al·lòbroges, que estaven aliats als arverns (que vivien a Alvèrnia). Els romans van ajudar els hedus als que van donar el títol d'amics i germans de Roma. El cònsol Gneu Domici, que governava la Gàl·lia (122 aC, va exigir dels al·lòbroges el lliurament dels caps salis, però el rei Bituit es va negar a lliurar-lo, i amb les seves forces va travessar el Isera i es va trobar amb els romans a Vindàlium, allà on s'uneixen el riu Sorgue i el Roine, una mica al nord d'Avinyó. Els gals foren derrotats (121 aC). El cònsol Fabi Màxim va arribar amb reforços, va travessar l'Isera i va entrar al país dels al·lòbroges; els arverns i els seus veïns i aliats rutens van avançar contra els romans prop del Roine al punt d'unió amb l'Isera; el rei arvern, Bituit, veient que eren inferiors en nombre, els va atacar, però fou derrotat i gran part dels seus homes es va ofegar al riu. Bituit fou capturat per Domici i enviat a Roma carregat de cadenes, essent empresonat a Alba Longa, i poc després el seu fill Congenciat va córrer la mateixa sort. Els romans van ignorar als arverns, el país dels quals era muntanyós i difícil, però els al·lòbroges foren declarats subjectes de Roma, i amb els seus territoris (que arribaven pel nord fins a Ginebra) es va formar la que fou anomenada «Província» (abreujant el nom de Provincia Gallia Transalpina), una província romana fora d'Itàlia. Fabi Màxim va obtenir el sobrenom d'Al·lòbrogic, i va construir dos temples a la regió. Fabi i Domici van celebrar el triomf a Roma.
Els successors de Fabi van estendre la província a l'oest del Roine, per les Cevenes, i van sotmetre als helvis, Volques arecomicis i sòrdons, i es van aliar amb els volques tectòsages de Tolosa. El 118 aC el cònsol Marci Rex va atacar el poble lígur dels estenis, i els va matar tots (els que no van morir es van suïcidar).
Per aquest temps, els escordiscs, de la regió del Sava, que els antics consideraven gals, van migrar cap a Itàlia; el cònsol Gai Porci Cató va entrar al seu país, però fou derrotat i mort; els escordiscs van continuar assolant el nord de Grècia.
El 118 aC es va establir la colònia romana de Narbo Martius (Narbona) a la riba del riu Atax (Aude).

#### Cimbres i teutons

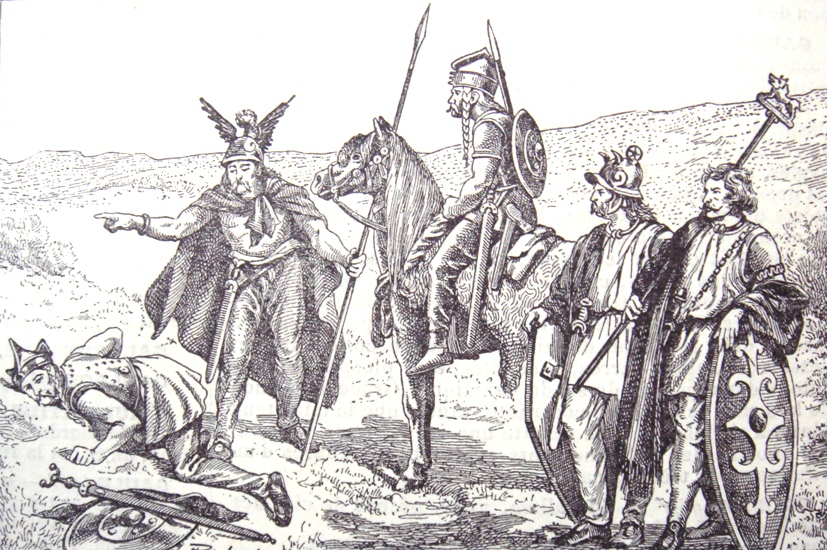
Recreació artística de soldats gals segons la Larousse Illustre de 1898

El 114 aC el poble dels cimbres va entrar des del Nòric (Noricum) aliats als teutons. El cònsol del 113 aC, Cn. Papirius Carbo, va creuar els Alps i els va atacar però fou derrotat i va escapar amb dificultat i sembla que els cimbres i teutons van passar a la Gàl·lia i pocs anys després eren al país dels belgues; tot seguit van assolar la Gàl·lia després anomenada cèltica i d'allí van anar a Provincia, on el 109 aC el cònsol M. Junius Silanus fou derrotat.
El 107 aC era governador de la Gàl·lia Transalpina o Provincia, L. Cassius Longinus quan els tigurins, un dels pobles helvètics, sota comandament de Divico, van envair el país dels al·lòbroges i Longinus va sortir a lluitar contra ells però fou derrotat i mort en batalla segurament prop del Llac Leman; aquí va morir Calpurni Pisó, avi de Pisó, la filla del qual fou la dona de Cèsar. M. Aemilius Scaurus, legat del cònsol Caepio (106 aC) fou també derrotat pels cimbres i fet presoner, essent executat per un príncep anomenat Boiorix, quan va advertir als cimbres de no envair Itàlia.
El 105 aC el cònsol Gneu Manli Màxim va anar al nord dels Alps amb Q. Servilius Caepio, cònsol de l'any anterior i sembla que fou llavors quan va ocupar i saquejar Tolosa en revenja perquè els tectòsages s'havien aliat als cimbres o almenys ho havien intentat; eren acampats a la vora del Roine quan foren atacats pels cimbres i gals i foren aniquilats i es diu que fins a vuitanta mil soldats romans van morir; entre els que es van salvar hi havia Sertori que va poder nedar pel Roine. Llavors els cimbres van creuar els Pirineus i van entrar a Hispània però foren rebutjats pels celtibers i van retornar a la Gàl·lia on es van reunir amb els teutons.
El 103 aC Gai Mari fou nomenat cònsol per tercera vegada i va anar a Provincia per lluitar contra els cimbres. Al Roine va fer construir el canal conegut com a Fossa Mariana. El seu llegat era Lluci Corneli Sul·la, el qual va derrotar els tectòsages i va fer presoner al seu rei Copill. Els cimbres i teutons es van dividir en dos grups: un, que formaven els cimbres juntament amb els tigurinis helvètics, va entrar a Itàlia pels Alps tridentins; un altre, que formaven els teutons juntament amb un poble anomenat ambrons, va entrar a Ligúria. Mari fou cònsol per quarta vegada el 102 aC, va establir la seva posició a la unió del Roine i l'Isere i es va enfrontar als teutons prop d'Aquae Sextiae, derrotant-los completament i dispersant-los; el seu rei Teutobocchus, fou fet presoner i va ser exposat en el triomf de Mari a Roma. El 101 aC Mari fou cònsol per cinquena vegada junt amb Lutatius Catulus, i va derrotar els cimbres al nord del riu Po, acabant així amb aquest perill per molts anys.

#### Guerres civils romanes
Provincia fou el principal feu dels partidaris de Mari després de la usurpació de Sul·la El 78 aC L. Manlius, procònsol de Gàl·lia va haver d'abandonar Aquae Sextiae i el llegat L. Valerius Praeconinus, fou derrotat i mort. El 76 aC Gneu Pompeu va anar a Hispània contra Sertori i va passar per Provincia però els gals estaven revoltats contra Roma; Pompeu va donar les terres dels helvis i volques arecomics (els més actius contra Roma) a Massília i va establir a M. Fonteius com a governador de Provincia. Els gals rebels van atacar Massilia i Narbo, però Fronteius els va rebutjar; durant els seus tres anys de govern el país fou sotmès a grans exaccions per cobrir les necessitats de les forces romanes (i per l'enriquiment personal de Fonteius que li va costar un judici de repetundae el 69 aC).
El 66 aC i 65 aC fou governador Gneu Calpurni Pisó (cònsol el 67 aC), que el 63 aC fou acusat per Juli Cèsar de repetundae i altres ofenses, però fou absolt.
El 63 aC el cònsol Ciceró es va enfrontar amb la conjuració de Catilina, que va fer propostes als caps al·lòbroges, que eren llavors a Roma per queixar-se dels abusos dels successius governadors, però aquests van revelar la conspiració a Ciceró. Com que els caps al·lòbroges no van obtenir satisfacció per les seves queixes i no van rebre premi per denunciar la conjuració, els al·lòbroges es van revoltar i van assolar el país fins a Narbona; Manlius Lentinus, llegat del governador C. Pomptinus, es va escapar amb dificultat de la derrota del seu exèrcit a la riba del Isere, quan va caure en una emboscada dirigida per Catugnat, general dels gals. Però Pomptinus va enviar noves forces que van derrotar els rebels prop de Solomum (potser Sallonaz) i van posar fi a la guerra quan van conquerir aquesta ciutat.
Una aliança dels sèquans i els arverns tenia per finalitat aniquilar als hedus; els sèquans a més van convidar als sueus dirigits per Ariovist, establerts a la zona del Rin. Els sueus van derrotar els hedus, un cap dels quals, el druida Divitiacus (que tenia el rang de Vergobretus) es va escapar a Provincia i d'allí a Roma, per demanar ajut contra la tirania dels sueus. Ariovist després de derrotar els hedus, es va apoderar d'una tercera part de les terres dels seus propis aliats sèquans, als que a més va demanar un altre terç per altres grups procedents de Germània. Això era l'any 60 aC i al mateix temps va córrer el rumor que els helvètics volien envair Itàlia; els romans ja s'havien enfrontat amb els tigurinis, un dels quatre grups helvètics, i els tenien respecte, el que va crear certa alarma.

### La Guerra de les Gàl·lies

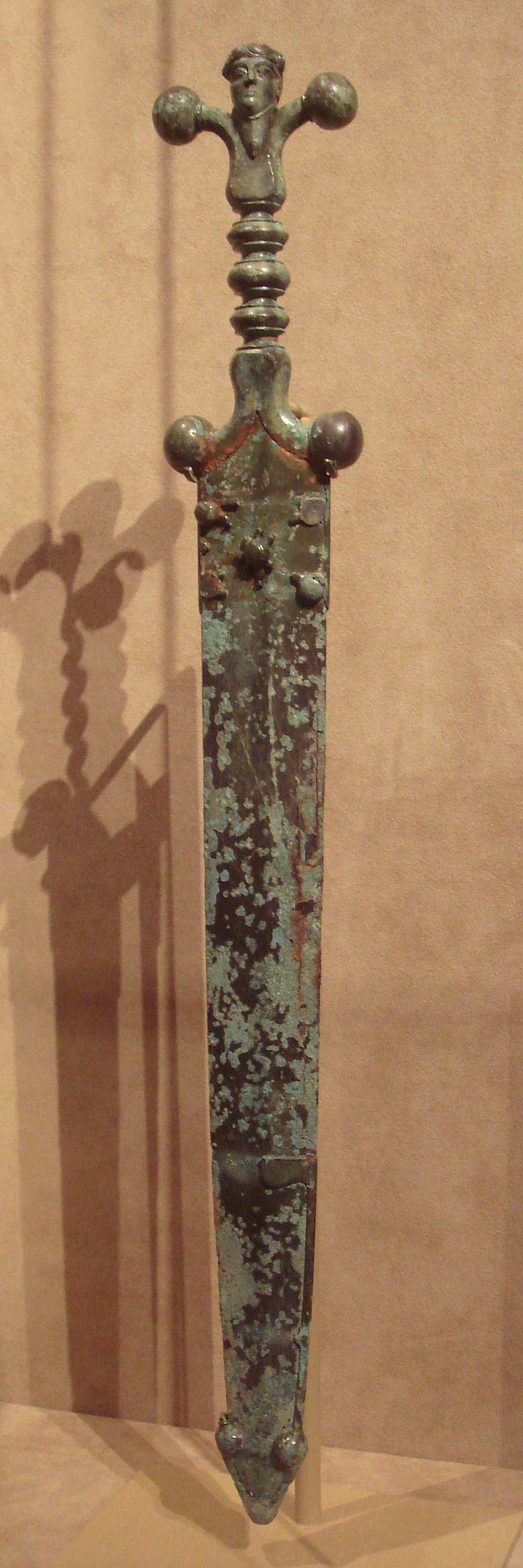
Espasa i beina celta dels volts del 60 aC

El 59 aC Juli Cèsar fou nomenat cònsol i durant el seu mandat Ariovist va rebre el títol de "Rex atque amicus" (rei i amic) de part del senat. El 58 aC Cèsar va obtenir com a províncies la Gàl·lia Cisalpina i Il·líria, amb la Gàl·lia al nord dels Alps, per cinc anys i comissionat especialment pels afers al nord dels Alps i per protegir els amics i aliats de Roma; Cèsar es va assabentar de moviments dels helvètics cap a Provincia i va sortir de Roma, va creuar els Alps i en pocs dies era a Ginebra. Després de derrotar els helvecis i fer-los tornar als seus assentaments va declarar la guerra a Ariovist avançant cap a Vesontio (Besançon) capital dels sèquans, i d'allí va arribar a una plana on va derrotar a Ariovist suposadament a uns 10 km del Rin (altres diuen 100) que se suposa és algun lloc al nord de Basilea. Aquesta derrota va impedir que altres pobles germànics travessessin el riu Rin. Cèsar va passar l'hivern al país dels sèquans. Aquell hivern les nacions belgues van formar una lliga defensiva en sospitar que Cèsar els volia atacar i aliats als gals celtes de mes al sud.

#### Campanya contra els Belgues (57 aC)
La guerra amb els belgues va esclatar el 57 aC; els primers a sotmetre's foren els rems i van seguir els suessions, bel·lòvacs i ambians; els nervis i altres aliats foren derrotats a la batalla del Sabis vora del Sabis (Sambre) i la fortalesa dels atuàtucs (descendents de cimbres i teutons) fou conquerida, i els sobrevivents venuts com esclaus (Cèsar diu que foren 53.000). El llegat de Cèsar, P. Crassus, amb una sola legió, fou enviat contra vènets, unel·les, osismes, curiosolites, sesuvis, aulercs, i rèdons (Cèsar els anomena els estats marítims, perquè eren a la vora de l'oceà).
Cèsar va passar l'hivern entre el Sena i el Loire, i al sud del Loire al país dels carnuts, els andecaus i els turons, i després va anar a Itàlia. Aquell hivern el seu llegat Servi Falba, va anar al país dels nantuates, veragres i seduns i va ocupar aquests territoris, al nord-est dels al·lòbroges i del llac Leman; Galba va passar l'hivern al país dels nantuates a Octodurus (Martigny) on fou atacat pels gals i es va haver de retirar cap al país dels al·lòbroges on va passar la resta de l'hivern.

#### Campanya a Armòrica (56 aC)
Cèsar va tornar d'Itàlia el 56 aC quan els estats marítims es van revoltar en rebutjar la petició de subministraments feta per Crassus, que passava l'hivern a Angers. Per aquesta lluita vegeu vènets. Cèsar va agafar el comandament i va enviar Crassus a Aquitània amb dotze cohorts, per prevenir l'ajut aquità als vènets. Crassus va derrotar els sotiates, i després als vocates i tarusates; els aquitans foren derrotats a la plana de la Gironda i la major part dels pobles aquitans es van sotmetre.
Cèsar mentre havia derrotat els rebels i a tots els que se li oposaven menys els mòrins (regió a l'est de Boulogne fins a Cassel) i menapis. L'atac als mòrins fou un èxit però pluges torrencials van obligar a Cèsar a retirar-se no sense assolar el seu país. Va establir els seus quarters d'hivern als països dels aulercs i lexovis.
El 55 aC els usipets i tencteris (que havien estat expulsats de les seves terres pels sueus) van creuar el Rin i van caure sobre els menapis; Cèsar va anar al país dels menapis i d'allí va passar més al sud, als territoris dels eburons i els condruses que eren dependents dels trèvers; els germans havien arribat fins a Lieja quan Cèsar va arribar i els va derrotar finalment prop de la unió del Mosa i el Rin, i els que van poder escapar es van ofegar al riu.
La resta de l'estiu Cèsar va fer l'expedició contra els gals de Britànnia. Quan va tornar de les illes els mòrins, que s'havien declarat amics de Roma, van atacar a 300 soldats que van quedar aïllats, per robar-los, però foren perseguits per la cavalleria romana i van perdre molts homes, i Labienus va entrar a les seves terres i els va obligar a sotmetre's; llavors els romans van tornar al país dels menapis, i els va sotmetre i tot i les pluges torrencials no es va aturar i va assolar el país durant la tardor. Cèsar va passar l'hivern al país dels belgues.

#### Expedició a Britànnia (55 aC)
El 54 aC va preparar la invasió de Britànnia; la primavera va visitar el país del trèvers; després va iniciar la segona expedició a les illes Britàniques i va desembarcar al mateix lloc que a la primera expedició. A la seva tornada va acampar les seves tropes per passar l'hivern a llocs diversos. Cèsar havia nomenat rei dels carnuts a Tasget, un noble carnut descendent de reis, i Cèsar va planejar fer-lo rei de tota la Gàl·lia, però al cap de tres anys fou assassinat; aquell hivern l'exèrcit romà fou derrotat al país dels eburons, i Q. Ciceró, germà de Marc Tuli Ciceró, fou atacat al país dels nervis i va resistir justet fins a l'arribada de Cèsar. Els sènons transalpins també tenien un rei, Cavarin, nomenat per Cèsar, però el poble va decidir matar-lo i el rei es va escapar; Cèsar va cridar al senat dels sènons però aquest no hi va anar; els trèvers van atacar el camp de Labienus i només es va salvar perquè el líder trèver, Induciòmar, va resultar mart a la lluita i llavors, desorganitzats, els trèvers foren derrotats.
El 53 aC Cèsar (el seu mandat s'havia prorrogat per cinc anys més) va incrementar les seves forces i va convocar una assemblea dels pobles gals per la primavera a la qual no van acudir els carnuts, els sènons i els trèvers. No se sap el lloc on es va fer la reunió inicialment però es va traslladar a Lutetia o Lutècia (París), prop dels territoris sènons, que aviat es van sotmetre i també els carnuts; només els trèvers estaven en rebel·lió així com Ambiorix, rei dels eburons, aliat als menapis. Cèsar va entrar al país dels menapis i va fer grans destrosses; seguidament va anar contra els trèvers i encara que Labienus fou derrotat inicialment després va arribar Cèsar i es van haver de sotmetre; els ubis, que llavors encara vivien a l'altre costat del riu, es van sotmetre i van poder passar al costat romà. Finalment va entrar al país dels eburons que va saquejar; llavors els romans foren atacats pels sigambris però van poder salvar el botí i van seguir assolant el país que va quedar sotmès i arrasat; els romans es van establir a Aduatuca (probablement Tongern). Després es va fer una enquesta sobre les causes de la revolta i Acco, considerat l'instigador, fou executat; Cèsar va establir els seus quarters d'hivern al país dels trèvers, als dels lingons i a Agendicum (Sens) al país dels sènons, i va tornar a Itàlia.

#### Vercingetòrix (52 aC)

Vercingetòrix llença les seves armes als peus de Juli Cèsar

Va córrer el rumor que Cèsar seria empresonat i els carnuts i els arverns es van revoltar sota la direcció de Vercingetòrix, a qui va seguir quasi tota la Gàl·lia. Cèsar va tornar corrent (hivern del 52 aC) i va atacar els arverns, que no l'esperaven; Vercingetòrix va marxar contra Cèsar des del país dels bitúriges i Cèsar es va retirar cap a Vienna (Viena del Delfinat). Allí va reagrupar les tropes i va avançar cap a Vellaunodunum, ciutat dels sènons, i Genabum (Orleans), ciutat dels carnuts, la qual va ocupar i incendiar; tot seguit va entrar al país dels bitúriges (Berri) i va ocupar Noviodunum i d'allí va passar cap a la capital Avaricum (Bourges), defensada per muralles, que fou presa i quaranta mil defensors moriren a mans dels romans. Després de resoldre una disputa local dels hedus (dos caps havien estat elegits per la mateixa magistratura i el costum era només un) fallant a favor d'un dels dos elegits, va deixar a Labienus amb quatre legions a la regió de París per assegurar la comunicació entre el nord i sud de la Gàl·lia i va passar al sud amb la intenció de prendre Gergòvia, al país dels arverns; allí va patir una derrota davant Vercingetorix i Cèsar es va retirar al nord per unir-se a Labienus; llavors els hedus el van trair i van ocupar Noviodunum (més tard Nevirnum, avui Nevers) on Cèsar tenia els seus magatzems i el botí, i Cèsar es va retirar cap a Sens. Tota la Gàl·lia central i occidental estava revoltada i Vercingetorix fou nomenat comandant en cap dels rebels. Els rems i els lingons van romandre aliats a Roma, i els trèvers foren neutrals. Vercingetorix va incitar als gabals i arverns contra els helvis que vivien a Provincia, i els rutens i cadurcs foren enviats contra els volques arecomics també a Provincia. Cèsar va passar al país dels sèquans i els rebels el van atacar però foren derrotats gràcies a l'ajut que Cèsar va rebre d'algunes tribus germàniques aliades. Vercingetorix derrotat es va refugiar a Alesia, una ciutat dels mandubis on fou assetjat i finalment capturat (51 aC).
Després d'això el país va estar en general tranquil; els bitúriges van intentar alguna revolta sense èxit; després els carnuts van atacar als bitúriges quan ja havien estat sotmesos, i Roma va haver d'acudir a posar pau, i finalment van derrotar els carnuts a Genabum.
La resistència major fou dels bel·lòvacs i algunes tribus o pobles aliats. Finalment foren derrotats i Cèsar va considerar aquest fet el final de les guerres gàl·liques. Només quedava castigar a Ambiorix, rei dels eburons; el seu país fou arrasat. Finalment Cèsar va arribar a Uxellodunum, ciutat dels cadurcs, dominada per dos caps rebels.
Des del 52 aC un líder dels sènons, Drappes, junt amb alguns aventurers i esclaus, va formar una banda que es va unir a Dumnacus, líders dels andecaus que estava revoltat al país dels pictons (Poitiers). Finalment el 51 aC fou derrotat per C. Caninius i C. Fabius. Drappes es va escapar amb dos mil homes, i es va unir amb un altre aventurer, Lucterius, un carduc, i junts van entrar al país dels cadurcs on van acabar finalment a Uxellodunum. En aquell moment encara els carnuts, derrotats recentment i dispersats, tornaven a estar revoltats però també foren sotmesos i el seu líder Gutruat executat; i els rebels dels estats d'Armòrica van seguir el seu exemple i es van sotmetre.
Cèsar va encarregar a Carninius el setge d’Uxellodunum (51 aC) però finalment Cèsar el va dirigir personalment i els càstigs que va aplicar foren una part negra de la seva biografia. Cèsar mai va visitar Aquitània. Després d'anar a Narbona, va visitar tots els convents de Provincia. Va establir les seves forces per passar l'hivern a la Gàl·lia Belga (4 legions) i a l'oest del Cévennes (2 legions al país dels hedus); ell mateix va passar l'hivern a Nemetocenna (Arràs) a l'actual departament de Pas de Calais. Al final de l'hivern va anar a Itàlia i va assegurar la dominació total de la Gàl·lia. Després va tornar a Nemetocenna i va reunir tropes amb les quals es va acostar al país dels trèvers, i prop d'aquestes terres el Pontífex Màxim dels romans va fer la cerimònia de lustratio, o purificació (50 aC). Cèsar va dividir el país en tres províncies (a part de la mateixa Provincia): Bèlgica, Cèltica i Aquitània (conegudes en conjunt com Gàl·lia Comata).

### Ocupació romana de la Gàl·lia

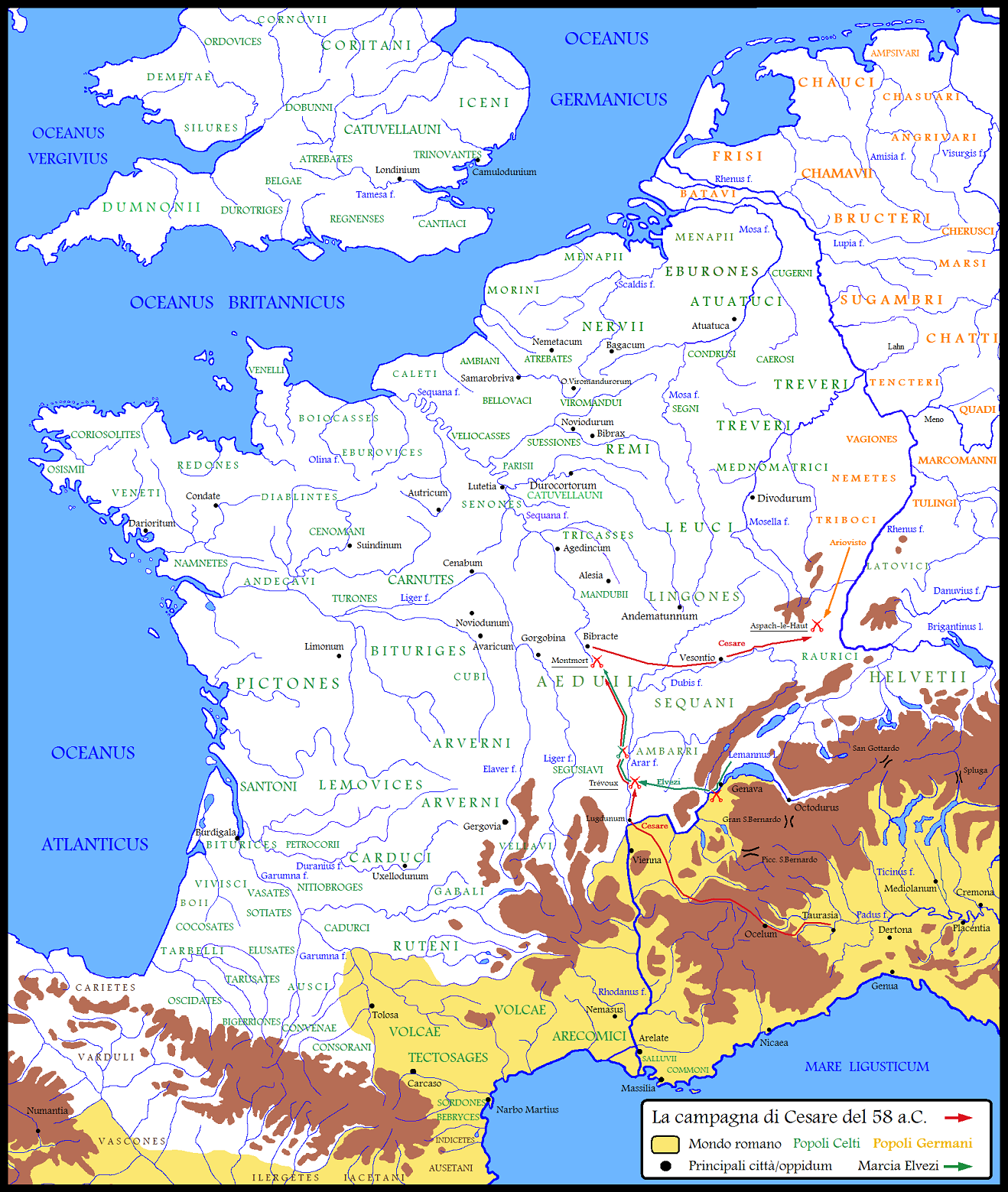
Els pobles de la Gàl·lia abans de la romanització

Cèsar va establir una legió de gals a la que va donar el nom celta d’Alauda i va reforçar la colònia de Narbo i va crear la de Arelate (Arle) i potser les de Baeterrae (Besiers) i Forum Julii (Frejús).
Dió Cassi diu que Marc Emili Lèpid va governar com una sola província la Hispània Citerior i la Provincia el 44 aC, mentre Hirtius governava Bèlgica i Luci Munaci Planc la Cèltica. El 43 aC Lèpid encara governava les dues províncies. L. Munatius Plancus va fundar la colònia d'Augusta Rauracorum (Augst), a Suïssa, i Lugdunnm (Lió), però la primera no va ser completada fins més tard, en temps d'August.
L'establiment final dels romans a la Gàl·lia fou obra d'Octavi August que abans de ser emperador en va tenir l'administració, gràcies a l'ajut de Marc Vipsani Agripa, que va sotmetre Aquitània, revoltada, i va portar als soldats fins al Baix Rin el 37 aC creuant aquest riu cap a Germània; Agripa va permetre l'establiment del poble dels ubis a la Gàl·lia i la seva capital, Oppidum Ubiorum, va esdevenir després colònia romana amb el nom de Colonia Agrippina (Colònia); un altre poble germànic, els tungres, també es van poder establir a la Gàl·lia, al país dels eburons.
Durant la guerra civil entre Octavi i Marc Antoni, Nonius Galli va sotmetre als trèvers revoltats; Caius Carinas va derrotar els mòrins i va rebutjar als sueus que havien creuat el Rin.
El 28 aC els aquitans que seguien en armes foren sotmesos per M. Valerius Messalla,. El 27 aC la Gàl·lia fou definitivament organitzada i August va assumir personalment l'administració de les províncies (el que comportava el control d'una important força militar). Provincia fou rebatejada Gàl·lia Narbonense sense modificar els límits; Aquitània va conservar el nom però es va estendre fins al Loire (abraçant així una part de la Gàl·lia Cèltica); la resta de la Cèltica va ser rebatejada Lugdunense o Lugdunensis; la Gàl·lia Belga va conservar nom i límits.

#### Romanització
Un cop consolidat el domini romà sobre el territori, les ciutats gal·les van rebre noms romans, cosa que ja havia començat Cèsar (Juliomagus, actual Anger). Gergòvia, lloc on Cèsar fou derrotat, fou degradada i la veïna Augustonemetum la va substituir. La capital dels suessions, Noviodunum, esdevingué Augusta Suessionum; la capital dels trèvers es va dir Augusta Trevirorum; la capital dels hedus va rebre el nom de Augustodunum. Els antics estats es van dividir entre els federats i els lliures. Entre aquests darrers se sap dels segusians; els lingons i els rems, amics dels romans des del principi, eren federats. Els ausquis o Ausci d'Aquitania tenien el dret llatí. La ciutadania romana era concedida a alguns membres de grans famílies pels seus serveis a Roma. El llatí es va imposar progressivament i la religió es va mantenir però va sorgir una barreja de la religió romana i la gala que es va desenvolupar ràpidament mentre els temples romans creixien allí on s'establia població romana. August va visitar les Gàl·lies el 16 aC després de rebre queixes del seu procurador C. Licinius. Es va completar el cens i es va assegurar la frontera del Rin amb nombrosos fortins.

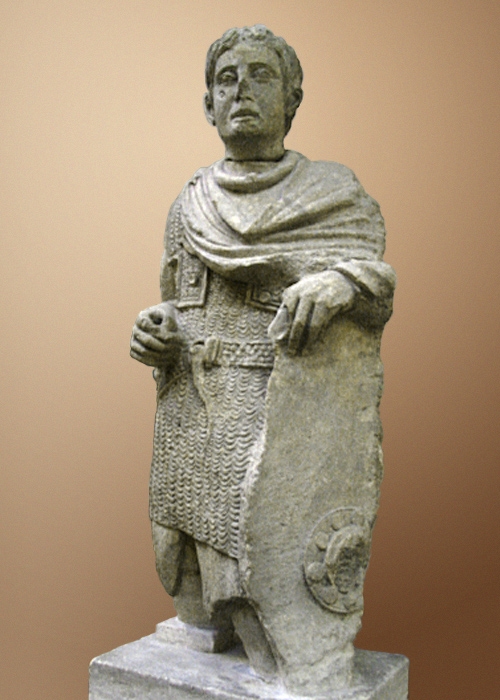
Estàtua gal·loromana d'un soldat gal amb indumentària romana

En una època indeterminada en temps d'August la frontera entre la Gàl·lia Belga i la Lugdunense fou canviada i els territoris dels leucs, lingons, sèquans i helvecis foren units a Bèlgica i separats de la Lugdunense. De la Gàl·lia Belga es van formar dues províncies: Germània Inferior i Germània Superior que abraçaven la part occidental del Rin, des de la mar fins a la ciutat de Moguntiacum (Magúncia). Ptolemeu esmenta a la Germania Superior els nemets, vangions, tribocis i rauracis, i diu que la ciutat més al sud del districte era Augusta Rauracorum (Angst), una mica al nord de Basilea; és possible que les dues províncies foren establertes per marcar la zona d'establiment de tribus germàniques a la Gàl·lia.
També es van formar sota l'Imperi tres províncies alpines: els Alps Marítims (que va rebre el dret llatí de Neró l'any 63 i el 69 formaven una província sota un procurador); els Alps Cotis, regne vassall sota August i que va ser convertida en província sota Neró; i els Alps Penins, esmentats com a província durant l'imperi. Les tres províncies però són incloses dins Itàlia a la Geografia de Claudi Ptolemeu i no foren part de la Gàl·lia fins al segle iii.
L'any 21 les Gàl·lies es van revoltar sota la direcció de Juli Flor, del poble dels trèvers, i Juli Sacrovir, dels hedus, ambdós nobles gals i ciutadans romans. Els andecaus i turons o turons foren els primers a revoltar-se però foren derrotats; els trèvers no van secundar a Florus, i el cap Juli Indus va ajudar a posar fi a l'intent, fugint Florus cap a les Ardenes, on finalment es va suïcidar. Els hedus sí que es van revoltar i Sacrovir va obtenir algunes victòries parcials però fou derrotat per C. Silius, prop d'Augustodunum, i es va retirar a una vila amb alguns seguidors on es va suïcidar.
Claudi l'emperador va néixer a Lugdunum, va perseguir la religió dels gals i va organitzar l'expedició i conquesta de Britànnia. A causa de les queixes dels nobles gals, els que tenien ciutadania foren admesos al senat (48) començant pels hedus i després van seguir altres.
El 68 el governador de la Lugdunense, C. Juli Víndex, aquità de nació i el pare del qual havia obtingut la ciutadania, es va revoltar contra Neró i va proclamar emperador a Galba, governador de la Tarraconense. Lugdunum va romandre lleial a Neró però Vienna va seguir a Galba. Verginius Rufus, comandant de les legions de la Germània Superior, no va voler donar suport a una elecció feta per rebels i va entrar al país dels sèquans (favorable a Galba) i va assetjar Vesontio (Besançon) defensada per Vindex; aquest fou derrotat i es va suïcidar. Galba va arribar a la Narbonesa però Rufus, assabentat de la mort de Neró, va decidir no oposar-se mes a la seva proclamació.
Però poc després Vitel·li, nomenat per Galba com a comandant de la Germània Inferior (en lloc de Fonteius Capito, assassinat per les tropes), es va revoltar i es va proclamar emperador a Colònia (69). Galba fou assassinat però un altre emperador, Otó, es va proclamar també; Vitel·li va marxar amb les seves forces cap a Itàlia formant dues divisions sota comandament dels generals Valent i Caecina; un cap gal boi, de nom Maric, va assolir el títol de Vindicator dels gals i deu, i va reunir vuit mil homes, amb els quals es va enfrontar a Vitel·li quan passava per la Gàl·lia de camí a Roma, però fou derrotat i executat. Un quart aspirant al tron, Vespasià, es va proclamar a Alexandria el mateix 69 (1 de juliol) i va acabar triomfant.

#### La rebel·lió de Claudi Civilis
Durant la lluita entre Vitel·li i Vespasià es va produir una rebel·lió a la Gàl·lia, iniciada a Holanda, sota la direcció d'un noble batavi, Claudi Civilis, que havia servit a l'exèrcit romà i era ciutadà romà. El seu germà Paulus Civilis havia estat assassinat per ordre del governador de Germània Inferior, Fonteius Capito, i el mateix Claudi fou empresonat, encara en temps de Neró, però fou alliberat per Galba; en tornar, va preparar la revolta que va esclatar poc després aprofitant la guerra civil, expulsant a les tropes romanes que restaven a la Insula Batavorum i assetjant dues legions a Castra Vetera, prop del Rin. Inicialment se suposava que lluitava per Vespasià però quan Vitel·li va morir va seguir lluitant per la independència del seu poble i dels pobles oprimits. Hordeonius Flaccus, un vell i feble comandant partidari de Vespasià, fou mort pels seus soldats, el que va debilitar als romans; Classicus, un trèver d'origen reial que dirigia un cos de cavalleria es va unir a Civilis; també Juli Tutor, un trèver, i Juli Sabí, un lingon es van posar al costat de Civilis.
Una part de la Gàl·lia (el nord i una part de l'est) estava per la revolta; els sèquans no es van voler revoltar; els conspiradors van intentar subornar a les legions ara dirigides per Dil·li Vòcula, que fou assassinat per un desertor i Tutor, amb unes insígnies, va assolir el comandament del que va anomenar "Imperi Gal". Les forces romanes assetjades a Castrum es van rendir i van haver de jurar fidelitat a l'Imperi gal. Civilis va buscar l'ajut de les tribus germàniques. En aquest temps una dona dels brúcters, una verge anomenada Veleda, pregonava que els germànics guanyarien la guerra i les legions romanes serien destruïdes. Civilis i Classicus van decidir que seria bo que els seus homes poguessin saquejar Colònia que era objecte de l'odi dels pobles veïns. La ciutat (poblada d'una barreja de romans i ubis) va haver de permetre als germans, sobretot als tencteris, de passar pel seu territori sense pagar taxes. Però al país dels lingons la rebel·lió va ser un fracàs: Juli Sabí es va proclamar Cèsar (deia que era fill de Cèsar per una relació il·legítima de la seva mare amb el conqueridor romà) i va atacar territori dels sèquans, lleials a Roma, que els van derrotar; Sabinus es va escapar i es va poder amagar durant nou anys mercès a l'ajut de la seva dona Epponina. A aquesta derrota va seguir l'arribada de forces des d'Itàlia sota comandament d'Annius Gallus i Petilius Cerialis, amb set legions.

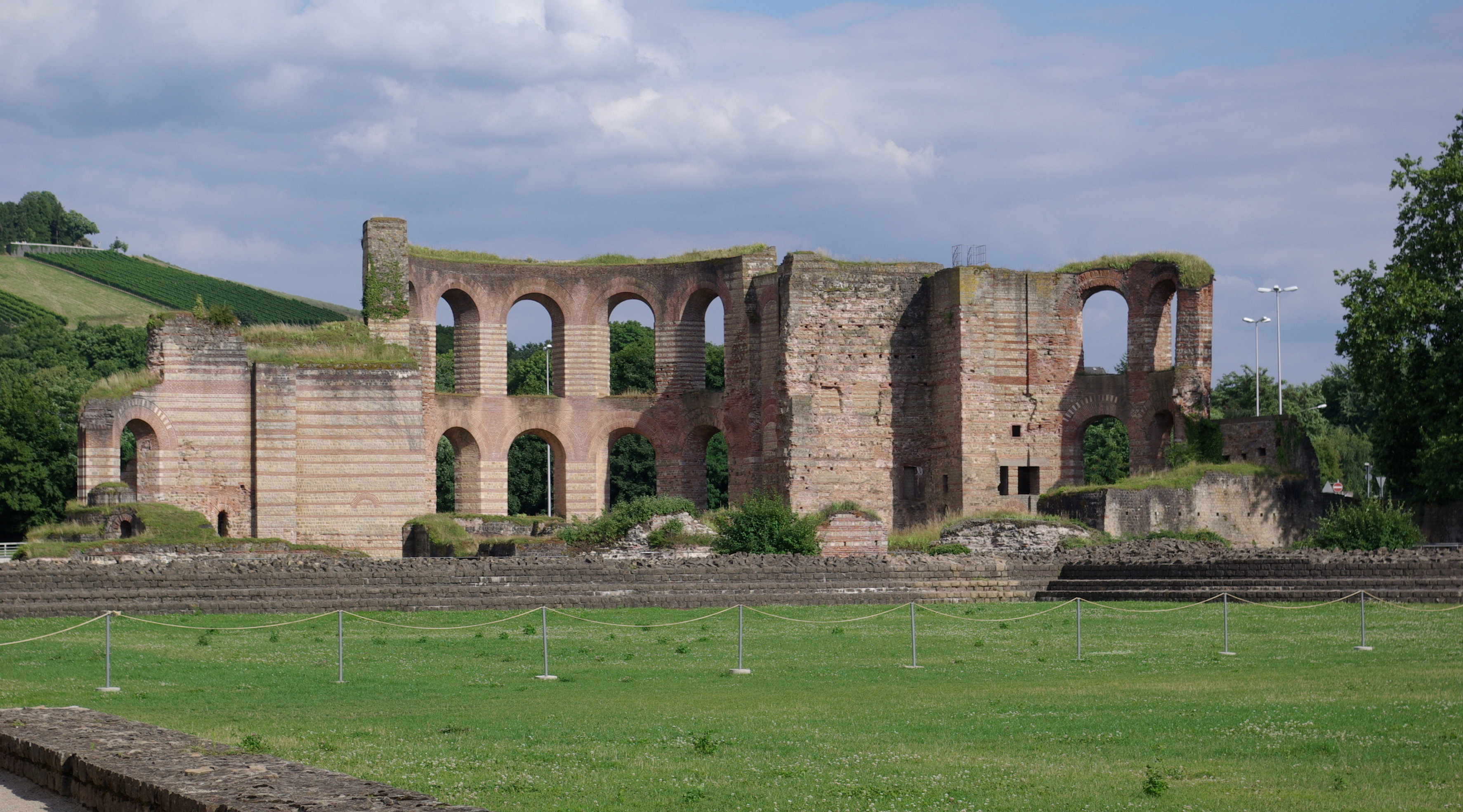
Ruïnes de les termes romanes de Trèveris, a l'antiga Gàl·lia Belga

Els rems, sempre propers dels romans, van convocar als estats gals a decidir sobre la pau o la guerra (esperant que sota pressió fos decidida la pau); el delegat trèver, Tullius Valentinus va advocar per la guerra i el remi Juli Auspex per la pau; els estats estaven dividits i no es van posar d'acord. Civilis pel seu costat es va enfrontar a una facció dirigida per Labeo, i d'altra banda ni Classicus ni Tutor van fer preparatius adequats per la defensa. Tutor amb forces romanes lleials a l'Imperi gal i forces dels trèvers, vangions, tribocis i ceracates, es va enfrontar als romans, però els seus soldats van desertar i els germànics els van seguir; Tutor es va retirar a Bingium (Bingen) on fou sorprès i derrotat. El general Cerialis va entrar a Magúncia i va marxar d'allí a Rigodulum, on Valentinus era amb una força dels trèvers, però en fou expulsat ràpidament i el romà va entrar a Colonia Trevirorum (Trèveris), capital dels trèvers, l'endemà. Cerialis va obtenir la submissió dels trèvers i lingons i amb això es va acabar de fet la revolta gal·la, i ja només quedaven els bataus i els seus aliats germànics.
Civilis, Classicus i Tutor van atacar el campament de Cerialis prop de Trèveris, però foren rebutjats. Colonia Agrippina fou evacuada i la ciutat es va declarar a favor de Roma. La dona i la germana de Civilis i la filla de Classicus foren entregades a Cerialis; els germans que eren a la ciutat foren massacrats. La ciutat va demanar ajuda urgent a Cerialis, mentre Civilis marxava contra la ciutat però quan va arribar ja era en mans dels romans. Cerialis va passar llavors a la Insula Batavorum. Civilis va demanar la pau i va obtenir el perdó.

#### Divisions administratives
Les divisions administratives quasi no van canviar durant l'Imperi. La Lugdunense es va dividir al segle iii en Prima, Secunda i Sequània; la Bèlgica en Prima i Secunda; Germània Superior fou Germània Prima, i l'Inferior, Germània Secunda; Aquitània es va dividir en Prima, Secunda i Novempopulània; i Narbonense en Prima, Secunda i la Diòcesi de les set províncies.
Encara durant les invasions dels bàrbars, al segle v, es va crear un nou imperi gal però ja fou dels gals-romans.

## Vegeu també

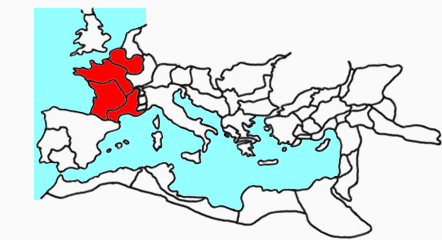
Territoris de la Gàl·lia Transalpina.